# Hildegard Schwarz
Hildegard Käthe Schwarz (geborene Pischel; * 3. Mai 1914 in Berlin; † 14. April 2008 in Berlin) war eine deutsche Politikerin. Sie war von 1950 bis 1954 Abgeordnete der Volkskammer der DDR.

## Leben
Hildegard Schwarz, Tochter eines Handwerkers, erlernte nach dem Besuch der Volksschule von 1928 bis 1932 den Beruf einer Verkäuferin und arbeitete bis 1933 im Beruf. Anschließend war sie bis 1945 Hausfrau. Als Mutter von zwei Kindern erlebte sie die Bombennächte der letzten Kriegsjahre.
Nach dem Zweiten Weltkrieg wurde sie politisch tätig. Sie wurde 1946 Mitglied der SED und 1947 Mitbegründerin des DFD in Berlin-Pankow. Sie besuchte die Parteihochschule der SED und arbeitete ab 1949 als hauptamtliche Mitarbeiterin des DFD-Landesvorstandes Groß-Berlin. Von Oktober 1950 bis Oktober 1954 war sie als Berliner Vertreterin und Mitglied der DFD-Fraktion Abgeordnete der Volkskammer.
Von 1951 bis 1953 war sie Instrukteurin und Mitglied des DFD-Landesvorstandes bzw. Bezirksvorstandes Berlin. Von 1952 bis 1960 gehörte sie dem DFD-Bundesvorstand als Mitglied an. Von Januar 1953 bis April 1956 fungierte sie als 1. Sekretärin des DFD-Bezirksvorstandes Berlin (Nachfolgerin von Ilse Thiele). Von 1954 bis 1958 war sie Mitglied der Berliner Stadtverordnetenversammlung.
Am 26. April 1956 wurde sie auf der Tagung des DFD-Bundesvorstandes zur deutschen Sekretärin in der Internationalen Demokratischen Frauenföderation (IDFF) ernannt und übte dieses Amt bis 1957 aus. Nach einer kurzen Zeit als Hausfrau wurde sie 1958 Instrukteurin in der SED-Kreisleitung Berlin-Lichtenberg. Ab 1960 arbeitete sie als Kaderleiterin bzw. Sekretärin der Parteileitung der SED im Oskar-Ziethen-Krankenhaus in Berlin-Lichtenberg und war Mitglied des DFD-Bezirksvorstandes Berlin. Sie ging 1974 in Rente und lebte als Veteranin in Berlin.

## Auszeichnungen
- 1960 Clara-Zetkin-Medaille
- 1976 Vaterländischer Verdienstorden in Bronze und 1984 in Silber